# Шарпантье, Марк-Антуан
Марк-Антуан Шарпантье́ (фр. Marc-Antoine Charpentier; 1643 — 24 февраля 1704, Париж) — французский композитор, певец (контратенор), теоретик музыки. 
В творческом наследии Шарпантье преобладает духовная музыка: мессы, кантаты, Tenebrae (Leçons de Ténèbres), магнификаты, гимны, мотеты, псалмы и сочинения других жанров (всего около 500 произведений). Среди сочинений для музыкального театра наиболее известна опера («лирическая трагедия») «Медея» и пастораль («музыкальная идиллия») «Цветущие искусства». Популярна его прелюдия к гимну Te Deum (H. 146).

## Биография

### Семья и образование
Шарпантье родился в Париже или около него. Был сыном главного писца Луи Шарпантье («maître écrivain» (с фр. — «переписчик официальных документов»)), который имел связи у влиятельных семей в парижском Парламенте. Марк-Антуан получил хорошее образование: сначала с помощью иезуитов, а в возрасте 18 лет поступил в юридическую школу в Париже, откуда ушёл после первого семестра. Шарпантье провел два или три года в Риме, вероятно, между 1667 и 1669 году и учился у Джакомо Кариссими. Он, как известно, был в контакте с поэтом-музыкантом Шарлем Куапо д’Ассуси, который сочинял для французского посольства в Риме. Легенда утверждает, что изначально Шарпантье отправился в Рим, чтобы учиться живописи, прежде чем он появился у Кариссими. Эта история не имеет документальных подтверждений и, возможно, не соответствует действительности; но его 28 томов рукописных автографов выявляют значительное мастерство в изображении арабесок, используемых профессиональными писцами, хотя не содержат, ни одного рисунка или эскиза. Несмотря на это, он приобрел, глубокие знания современной итальянской музыкальной практики и принес их обратно во Францию.

### Служба у «мадемуазель де Гиз»
Сразу по возвращении во Францию (около 1670-х), Шарпантье поступил на службу в качестве домашнего композитора к Марии Лотарингской, герцогине де Гиз, которая была известна, как «мадемуазель де Гиз». Она выделила ему комнату в своем недавно перестроенном  отеле.
В течение следующих семнадцати лет, Шарпантье сочиняет для неё большое количество вокальной музыки, в том числе псалмы, гимны, мотеты, магнификат, мессу и Dies Irae для поминальной службы. Благодаря любви мадемуазель де Гиз к итальянской музыке, Шарпантье мог в полной мере использовать в своей работе знания, почерпнутые в Риме. В это время композитор также сочинял для невестки своей покровительницы — вдовствующей герцогини де Гиз, Елизаветы Маргариты Орлеанской, двоюродной сестры Людовика XIV. Во многом благодаря высокому покровительству, ансамблю под руководством Шарпантье дозволялось исполнять камерные оперы композитора в нарушение монополии, принадлежавшей Жану Батисту Люлли. Большинство опер и пасторалей на французском языке, которые датируются 1684—1687 гг., вероятно, были заказаны мадам де Гиз для исполнения при дворе. 

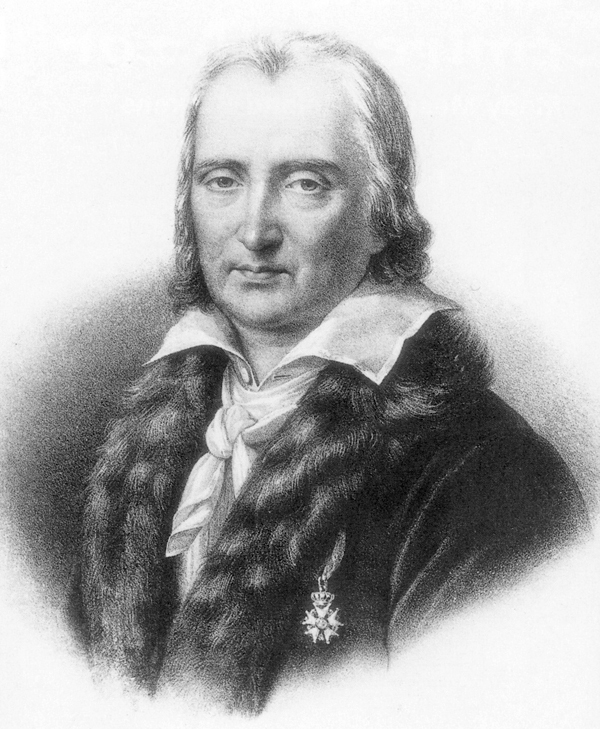
Гретри с медалью Почётного легиона

### Шарпантье и Мольер
В течение семнадцати с лишним лет в отеле де Гиз Шарпантье написал почти столько же музыки для сторонних заказчиков, сколько и для своей покровительницы. После того как Мольер порвал с Люлли в 1672 году, Шарпантье начал своё многолетнее сотрудничество с его труппой. Это произошло, вероятно, не без влияния м-ль де Гиз и её невестки. По их совету драматург отказался от услуг композитора Шарля д'Асуси и передал Шарпантье заказ на музыку для «Мнимого больного». После смерти Мольера в 1673 году Шарпантье продолжал писать для наследников драматурга — Тома Корнеля и Жана Донно де Визе (Jean Donneau de Visé). 

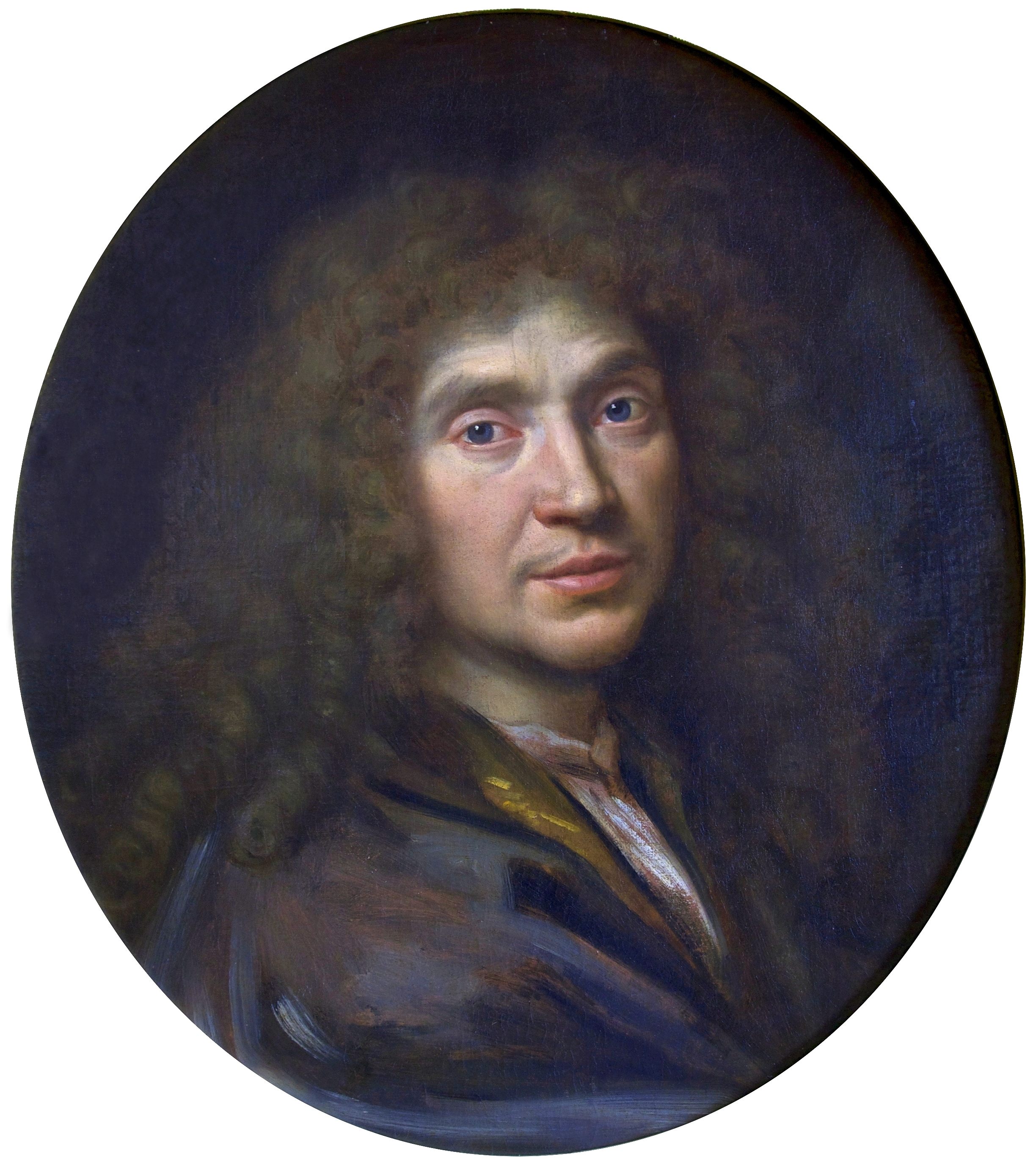
Мольер (Жан Батист Поклен)

### Связь Шарпантье с королевской семьей
Композитор также сочинял духовную музыку для капеллы сына Людовика XIV, Великого Дофина. В 1683 году, в честь переезда двора в Версаль, Шарпантье сочиняет дивертисмент «Версальские удовольствия». Когда Людовик объявил конкурс на должность музыкального директора придворной часовни, Шарпантье был одним из претендентов, прошедших первый тур, однако был вынужден отказаться от дальнейшего участия из-за болезни. Два месяца спустя король наградил его пенсией. После смерти королевы Марии-Терезии композитор получает заказ на целый ряд сочинений в её память (мотет «Luctus de morte augustissimæ Mariæ Theresiæ reginæ Galliæ» и др.).

### Служба у иезуитов
В 1687 году м-ль де Гиз умирает; к тому времени Шарпантье уже состоит на службе у иезуитов. С конца 1687 по начало 1698 г. Шарпантье служит у них учителем музыки, работая сначала для колледжа Людовика Великого (для которого написана духовная опера «Давид и Ионафан»), а затем для церкви Св. Людовика. В 1692-93 годах Шарпантье преподает композицию племяннику короля и будущему регенту Франции, Филиппу Орлеанскому. Высокородному ученику он посвящает трактаты «Правила композиции» и «Сокращенные правила аккомпанемента». В это же время он ставит в Королевской академии музыки «Медею», свою единственную лирическую трагедию (4 декабря 1693 г.).

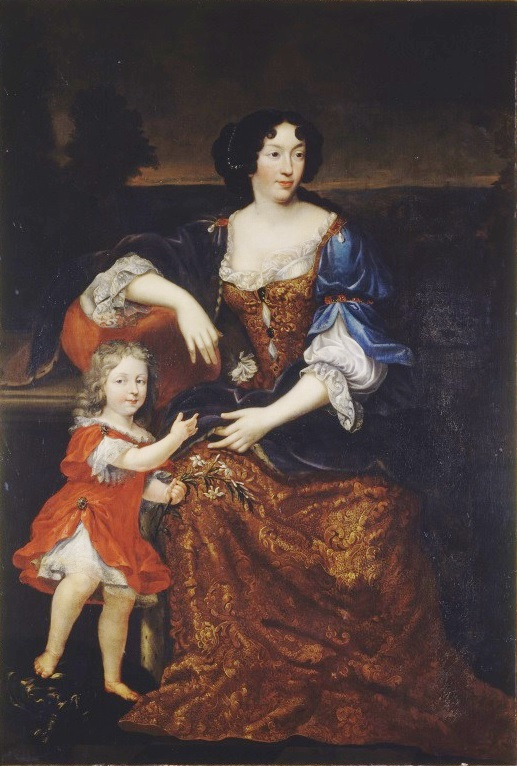
Элизабет Маргарита Орлеанская

### Последние годы жизни
В 1698 году Шарпантье назначен музыкальным директором Сент-Шапель в Париже. Эту должность он занимал вплоть до своей смерти шесть лет спустя. Одной из его самых известных композиций этого периода стала «Месса Assumpta Est Maria» (Х. 11). Большая часть созданного им в последние годы не сохранилось, поскольку после смерти композитора королевская администрация конфисковала все, что он написал для капеллы. Шарпантье умер в Сент-Шапель в Париже и был похоронен на кладбище при часовне, которое в дальнейшем было упразднено.

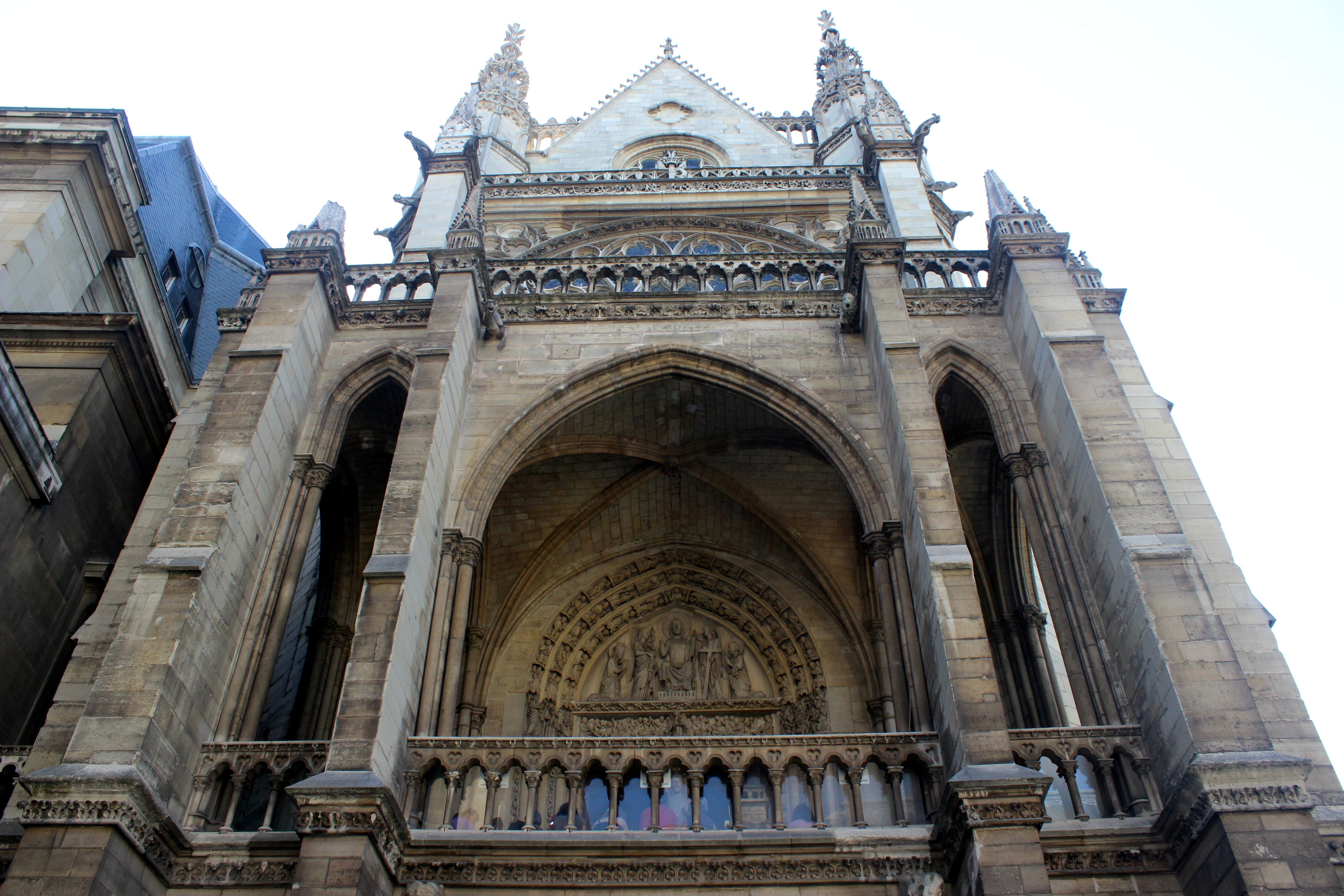
Сент-Шапель

### Наследие
В 1727 году наследники Шарпантье продали рукописные автографы (28 фолиантов) в Королевскую библиотеку (ныне Национальную библиотеку Франции). Широко известные как Сборник (Mélanges) или Meslanges, и теперь доступные в качестве факсимиле, изданных Минкофф-Франс, эти рукописи были разделены самим Шарпантье на две части: одна подписана арабскими цифрами, а другая — римскими, и каждый из них нумеруется в хронологическом порядке. Эти рукописи позволили ученым не только датировать его композиции, но и определить события, для которых многие из этих работ были написаны .
Очень мало музыки Шарпантье было опубликовано при его жизни: некоторые арии из «Цирцеи» (Circé) (Париж, 1676), несколько airs sérieux et à boire и (в музыкальном издательстве Кристофа Балларда, которое пользовалось королевской монополией) партитура «Медеи» (Париж, 1694); Баллард также опубликовал несколько небольших вокальных произведений в Меланж (Meslanges). К счастью Шарпантье сам тщательно хранил свои рукописи, которые были разборчиво написаны чернилами и собраны в пронумерованные свитки. Их он завещал племяннику, Жаку Эдуарду, который был книготорговцем. В 1709 году Эдуард опубликовал сборник 12 petits motets, пытаясь заинтересовать покупателей, но неудачно. Затем в 1727 году он продал все рукописи в Королевскую библиотеку. Все эти рукописные автографы были связаны в 28 больших свитков (в настоящее время F-Р Rés.Vm1 259). Но публикация факсимильного издания началась только в 1990 году.

### Музыка, стиль и влияние
Его композиции включают оратории, мессы, оперы, пасторали, а также многочисленные мелкие фрагменты, которые трудно классифицировать. Многие из его небольших работ для одного или двух голосов и инструментов напоминают итальянскую кантату того времени. Шарпантье называет их air sérieux или air à boire (если они с французским текстом).
Шарпантье не только сочинял в течение этого «переходного периода», когда происходила «эволюция музыкального языка, где модальность старых и новых тональных гармоний сосуществует и взаимно обогащает друг друга» (Катрин Чессака, Марк Антуан Шарпантье-2004 издание, с. 464), но он также был уважаемым теоретиком. В начале 1680-х гг. он анализировал гармонию в многоголосой мессе римского композитора Франческо Беретта (Национальная библиотека Франции, Ms. Réserve VM1 260, fol. 55-56). В 1691 написал руководство для использования в музыкальном обучении Филиппа Орлеанского, герцога Шартре; и в 1693 он расширил это руководство. Две версии остались в копиях у Э. Лулье, коллеги Шарпантье, который назвал их Règles de Composition par Monsieur Charpentier and Augmentations tirées de l’original de Mr le duc de Chartres (Национальная библиотека Франции, ms. n.a. fr. 6355, fols. 1-16). Три известные теоретических работы композитора не раскрывают эволюции Шарпантье как теоретика. А в ноябре 2009 года, четвёртый трактат, написанный собственной рукой Шарпантье, был обнаружен в коллекции Библиотеки Лилли в Университете Индианы (Блумингтон, США). Этот трактат был написан в последние месяцы 1698 года и пронумерован «XLI», возможно, он был сорок первый в серии. С появлением этого трактата к образу Шарпантье-композитора добавился и образ ученого, чьи труды по теории музыки охватывают почти два десятилетия, с начала 1680-х по 1698 гг..

### Современное значение
Большое внимание к творчеству этого композитора стало проявляться только в XX веке, и на сегодняшний день изучены ещё не все источники и есть множество пробелов в биографии композитора. Прелюдия к его Te Deum, H. 146, рондо, используется как официальная мелодия Европейского вещательного союза, в том числе как музыкальный «гимн» конкурса песни Евровидения. Также это произведение использовано в фильмах Olympiad Бада Гринспена.

## Сочинения
Примечание. Нумерация сочинений Шарпантье (H.) — по каталогу Х.В. Хичкока (Hitchcock H.W. Les oeuvres de Marc-Antoine Charpentier: catalogue raisonné. Paris, 1982) 

### Духовная музыка

#### Мессы
- [Messe] H.1 pour 8 vx, ch. à 4, 2 d. inst., bc, XIV (1670—1671)
- Messe pour les trépassés à 8 H.2 pour 4 vx, ch. à 8, 2 fls, cordes (8), bc, I (1671—1672)
- Messe à 8 voix et 8 violons et flûtes H.3 pour 8 vx, ch. à 8, 2 fls, cordes (8), bc, XV (1670—1671)
- Messe à quatre choeurs H.4 pour 12 vx, ch. à 16, cordes (16), bc, XV (1672)
- Messe pour le Port Royal H.5 pour 3 vx, ch. à 1, bc, XXII (1687)
- Messe à 4 voix, 4 violons, 2 flûtes, et 2 hautbois pour Mr Mauroy H.6 pour 6 vx, ch. à 4, 2 fls, 2 hbs, cordes (4), bc, X (ca 1691)
- Messe pour le samedi de Pâques à 4 voix H.8 pour 5 vx, ch. à 4, bc, V (ca 1693)
- Messe de minuit à 4 voix, flûtes et violons, pour Noël H.9 pour 5 vx, ch. à 4, 2 fls, cordes (4), bc, XXV (ca 1694)
- Messe des morts à 4 voix et symphonie H.10 pour 5 vx, ch. à 4, 2 fls, hbs, cordes (4), bc, XXVI (ca 1695)
- Assumpta est Maria. Missa sex vocibus cum simphonia H.11 pour 6 vx, ch. à 6, cordes (4), bc, XXVII (1702)

#### Кантаты
- Размышления во время Великого Поста (Méditations pour le Carême), H.380-389

#### Мотеты на тексты оффиция

##### Антифоны
- Alma redemptoris mater H.21 pour 2 vx, bc, II (1677)
- Ave Regina caelorum H.19 pour 3 vx, bc, I (1671—1673)
- Regina caeli H.16 pour 2 vx, bc, I (1671)
- Salve Regina H.18 pour 3 vx, bc, I (1671—1673)
- Sub tuum praesidium H.20 pour 3 vx, bc, I (1674—1676)
- Veni sponsa Christi H.17 pour 2 vx, fl, bc, I (1671)

##### Гимны
- Ave maris stella H.60 pour 3 vx, 2 d. inst., bc, III (1677—1679)
- Ave maris stella H.63 pour 2 vx, bc, IV (1681—1682)
- Ave maris stella H.65 pour 4 vx, ch. À 4, cordes (4), bc, XXII (ca 1689—1690)
- Ave maris stella H.67 pour 6 vx, bc, IX (ca 1690)

- Veni creator Spiritus H.54 pour 3 vx, 2 vns, bc, et ch. À 4 " si l’on veut ", XV (1670—1671)
- Veni creator Spritus H.66 [ atechism ] pour 5 vx, ch. À 4, 2 fls, cordes (4), bc, XXIII (ca 1690)
- Veni creator pour un dessus seul au atechism H.69 pour 1 vx, bc, XXIII (ca 1690) ; Ballard (1731)
- Veni creator Spiritus pour un dessus seul pour le atechism H.70 pour 1 vx, bc, XXIII (ca 1690)

- Te Deum H.146 pour 5 vx, ch. à 4, 2 fls, 2 hbs, tp, cordes (4), b. de tp, tb, bc, X (ca 1692)
- Te Deum à 8 voix avec flûtes et violons H.145 pour 8 vx, ch. à 8, fls, hbs, cordes (8), bc, XV (1672)
- Te Deum à quatre voix H.147 pour 5 vx, ch. à 4, bc, V (ca 1693)
- Te Deum à 4 voix H.148 pour 5 vx, ch. à 4, bc, XII (1699).

- Pange lingua H.58 pour 3 vx, 2 d. inst., bc, II (1677)
- Pange lingua H.61 pour 3 vx, 2 d. inst., bc, XVIII (1681)
- Pange lingua pour des religieuses pour le Port Royal H.62 pour 1 vx, ch., bc, XVIII (1681)
- Pange lingua H.64 pour 4 vx, ch. À 4, 2 fls, cordes (4), bc, XXII (ca 1688—1689)
- Pange lingua à 4 pour le Jeudi saint H.68 pour 4 vx, bc, XXIII (ca 1690)
- Pange lingua à 4 pour le Jeudi saint H.68 pour 4 vx, bc, XXIII (ca 1690)

- In sanctum Nicasium Rothomagensem Archiepiscopum et Martyrem
- Claram Nicasii martyrio H.55 pour 1 vx, XV (1671)
- Quo vos terror agit H.56 pour 1 vx, XV (1671)
- Clare martyr H.57 pour 1 vx, XV (1671)
- Gaude Virgo H.59 pour 3 vx, bc, II (1677—1678)
- Jesu corona Virginum H.53 pour 2 vx, fl, bc, I (1670)
- Iste confessor H.71 pour 2 vx, XXIV (ca 1692—1693)

##### Магнификаты
- Magnificat H.72 pour 4 vx, ch. À 4, 2 d. inst., bc, XIV (1670—1671)
- Magnificat H.73 pour 3 vx, 2 d. inst., bc, XV (1670—1671)
- Magnificat H.74 pour 4 vx, ch. À 8, cordes (8), bc, XI (1681—1682)
- Magnificat H.75 pour 3 vx, bc, VI (1683—1684)
- Canticum B.V.M. H.76 pour 3 vx, ch. À 4, bc, VIII (ca 1688—1690) + Prélude H.76a pour 2 d. inst., bc, V (ca 1693)
- Magnificat H.77 pour 5 vx, ch. À 4, 2 fls, cordes (4), bc, IX (ca 1688—1690)
- Magnificat H.78 pour 4 vx, ch. À 4, 2 fls, cordes (4), bc, IX (ca 1690)
- Troisième Magnificat à 4 voix avec instruments H.79 pour 3 vx, ch. À 4, 2 fls, cordes (4), bc, XXIV (ca 1692—1693)
- Magnificat H.80 pour 4 vx, ch. À 4, bc, XXIV (дата неизвестна)
- Magnificat pour le Port Royal H.81 pour 3 vx, ch. À 2, bc, XXVIII (ca 1687)

##### Псалмы (выборка)
- Beatus vir H.154 pour 5 vx, ch. à 4, 2 d. inst., bc, XIV (1670—1671)
- Confitebor à 4 voix et 2 violons (ps.110) H.151 pour 5 vx, 2 vns, bc, XIV (1670—1671)
- De profundis (ps.129) H.156 pour 4 vx, bc, I (1671—1672)
- Dixit Dominus (ps.109) H.153 pour 5 vx, ch. à 4, 2 d. inst., bc, XIV (1670—1671)
- Exaudiat à 8 voix, flûtes et violons (ps.19) H.162 pour 5 vx, ch. à 8, fls, hbs, cordes (8), bc, XV (1672)
- Laetatus sum H.161 pour 5 vx, ch. à 4, 2 fl, cordes (4), bc, XV (1671)
- Lauda Jerusalem H.158 pour 5 vx, ch. à 4, 2 vns, bc, XV (1670—1671)
- Laudate Dominum omnes gentes (ps.116) H.152 pour 5 vx, ch. à 4, 2 d. inst., bc, XIV (1670—1671)
- Laudate Dominum omnes gentes (ps.116) H.159 pour 3 vx, 2 d. inst., bc, I (1674—1676)
- Laudate pueri (ps.112) H.149 pour 5 vx, ch. à 4, 2 d. inst., bc, XIV (1670—1671)
- Memento Domine (ps.131) H.155 pour 5 vx, ch. à 4, 2 d. inst., bc, XIV (1670—1671)
- Miserere (ps.50) H.157 à 2 dessus, 2 flûtes et basse continue , I (1673)
- Nisi Dominus (ps.126) H.150 pour 4 vx, ch. à 4, 2 d. inst., bc, XIV (1670—1671)
- Nisi Dominus (ps. 126) H.160 pour 4 vx, ch. à 4, bc, XV (1671)

#### Драматические мотеты (священные рассказы)
- Judith sive Bethulia liberata H.391 pour 7 vx, ch. à 4, 2 fls, 2 vns, bc, II (1674—1676)
- Canticum pro pace H.392 pour 5 vx, ch. à 8, cordes (8), bc, II (1674—1676)
- Canticum in nativitatem Domini H.393 pour 3 vx, 2 d. inst., bc, II (1676)
- In honorem Cæciliæ, Valeriani et Tiburtii canticum H.394 pour 3 vx, 2 d. inst., bc, II (1676)
- Pour la fête de l’Epiphanie H.395 pour 3 vx, 2 d. inst., bc, II (1677)
- Historia Esther H.396 pour 7 vx, ch. à 4, 2 vns, fl, bc, III (1677—1678)
- Caecilia virgo et martyr H.397 pour 10 vx, ch. à 8, cordes (8), bc, III (1677—1678)
- Pestis Mediolanensis H.398 pour 8 vx, ch. à 8, 2 fls, cordes (8), bc, III (1679) + Prélude pour Horrenda pestis H.398a, XVII (1679)

### Светские вокальные произведения

#### Airs sérieux et à boire
- A ta haute valeur H.440 pour 1 vx, bc, XXII (1685)
- Ah! Laissez-moi rêver H.441 pour 1 vx, bc (дата неизвестна)
- Ah! Qu’ils sont courts les beaux jours H.442 pour 1 vx, bc, Mercure galant (juin 1680)
- Ah! Qu’on est malheureux d’avoir eu des désirs H.443 pour 1 vx, bc, Mercure galant (novembre 1678)
- Au bord d’une fontaine H.443bis pour 2 vx (дата неизвестна)
- Allons sous ce vert feuillage H.444 pour 2 vx, bc, Meslanges de Musique, Ballard (1728)

#### Кантаты
- Сошествие Орфея в преисподнюю (Orphée descendant aux enfers), H.471 pour 3 vx, 2 vns, fl, fl trav, bc  (1683—1684)
- Серенада и симфония (Serenata a tre voci e sinfonia), H.472 pour 3 vx, 2 d. inst., bc (1685)
- Эпиталама герцогу Баварскому (Epithalamio in lode dell’Altezza Serenissima Elettorale di Massimiliano Emmanuel Duca di Baviera concento a cinque voci con stromenti), H.473 pour 3 vx, ch. à 5, 2 tps, 2 fls, 2 hbs, 2 vns, tb, bc (1685)
- Эпиталама Шарпантье (Epitaphium Carpentarii), H.474 pour 6 vx, bc (дата неизвестна)
- Beate mie pene H.475 pour 2 vx (дата неизвестна)
- Superbo amore H.476 pour 2 vx, bc (дата неизвестна)
- Il mondo cosi va H.477 pour 1 vx, bc (дата неизвестна)
- Coulez, coulez charmants ruisseaux. Французская кантата, H.478 pour 1 vx, 2 vns, bc (дата неизвестна)

### Сочинения для театра

#### Оперы
- Цветущие искусства (Les arts florissants. Idylle en musique), H. 487 (1685–86)
- Медея (Médée. Tragédie mise en musique), H. 491 (1693)

#### Пасторали, дивертисменты к операм
- Версальские удовольствия (Les plaisirs de Versailles), H.480 pour 4 vx, 2 d. inst., b. de fl, bc 1682)
- Актеон (Actéon. Pastorale en musique) H.481 pour 8 vx, ch. à 5, 2 fls, 2 d. inst., bc, XXI (1684)
- Актеон, превращенный в лань (Actéon changé en biche) H.481a pour 2 vx, ch. à 5, bc, XXI (1684)
- Пастораль на Рождество Христово (Sur la naissance de Notre Seigneur Jésus Christ. Pastorale) H.482 pour 6 vx, ch. à 5, 2 d. de vle, bc, XXI (1684)

#### Музыка к драматическим спектаклям
- Музыка к пьесе Мольера "Mariage forcé ou Comtesse d’Escarbagnas": увертюра и интермедия, H.494, pour 3 vx, cordes (4), bc (1672)
- Музыка к пьесе Мольера "Мнимый больной" (Le Malade imaginaire), H.495, pour 6 vx, ch. à 5, 2 fls, cordes (4), bc; Le Malade imaginaire avec les défenses H.495a pour 3 vx, cordes, bc (1674); Le Malade imaginaire rajusté autrement pour la 3e fois H.495a pour cordes, bc (1685)
- Музыка к пьесе "Цирцея" (Circé; T. Corneille et Donneau de Visé), H.496, pour 6 vx, ch. à 5, cordes (4), bc (1675)

### Инструментальная музыка

#### Духовная
- Pour un reposoir H.508 pour cordes (5), I (1673)
- Symphonie devant Regina H.509 pour 2 d. inst., b., I (1673—1674)
- [Prélude] H.510 pour 2 d. inst., b., I (1673-74)
- Pour O filii H.511 pour 2 d. inst., b., I (1674)
- [Prélude] H.512 pour 2 d. inst., b., I (1674)
- Offerte pour l’orgue et pour les violons, flûtes et hautbois H.514 pour 2 fls, 2 hbs, cordes (4), bc, XV (1670—1671)
- Symphonies pour un reposoir H.515 pour cordes (4), bc, XV (1672)
- Антифон на «Confitebor» H.516 pour 2 fls, cordes (4), bc, XVII (1675)

#### Светская
- Ouverture pour quelque belle entreprise à cinq H.540 pour cordes (5), XVII (1679)
- Menuet pour les flûtes allemandes, Autre menuet pour les mêmes flûtes H.541 pour 2 fls tr, b, XVII (1679)
- Caprice pour trois violons H.542 pour 2 vns, b, XVII (1679)

### Утраченные и неоконченные сочинения
- Опера «Давид и Ионафан» (H. 490; 1688; не окончена)
- Опера «Сошествие Орфея в преисподнюю» (La descente d'Orphée aux enfers, H. 488; 1686–87; не окончена)
- Опера «Les amours d’Acis et de Galatée» (1678, утрачена)
- Опера «Суд Париса» (Le jugement de Pâris, 1690; утрачена)
- Опера «Филомела» (Philomèle, 1690; утрачена)
- Маленькая пастораль (Petite pastorale. Églogue de bergers) H.479 pour 3 vx, 2 fls, bc, II (1676, не окончена)
- Месса для инструментов и органа (Messe pour plusieurs instruments au lieu des orgues) H.513 pour fls, 2 hbs, cromorne, cordes (1674—1676, не окончена)
- Музыка к спектаклю «Les Fâcheux» Мольера (1672; утрачена)
- Музыка к спектаклю «L’Inconnu» (Donneau de Visé et T. Corneille) (1675; утрачена)
- Музыка к спектаклю «Le Triomphe des dames» (T. Corneille) (1676; утрачена)
- Messe des morts à 4 voix H.7 pour 8 vx, ch. à 4, bc (ca 1692—1693; H.7a ca 1697; не окончен)
- Кантата «Небесная битва архангела Михаила с драконом» (Proelium Michaelis Archangeli factum in coelo cum dracone, H 392; не окончена)

### Теоретические труды
- Заметки о 16-голосных мессах в Италии (Remarques sur les messes à 16 parties d’Italie; 1670-е)
- Правила композиции (Régles de composition, около 1692)
- Сокращенные правила аккомпанемента» (Abrégé des règles de l’accompagnement, около 1692)

## Дискография (выборка)
- 1977, «Marc-Antoine Charpentier — Te Deum / Sacred Works», дир. Мишель Корбоз.
  - Te Deum, мотет
  - Beatus vir, мотет
  - Salve Regina, мотет
  - Tenebrae factae sunt, мотет
- 1983, «Marc-Antoine Charpentier — Un Oratorio de Noël», дир. Уильям Кристи, ансамбль Процветающие искусства.
  - In nativitatem Domini canticum, рождественская оратория
  - Мотет на рождение Господа нашего Иисуса Христа (Sur la Naissance de Notre Seigneur Jesus-Christ)
- 1989, «Charpentier — Te Deum», дир. Уильям Кристи, оркестр Процветающие искусства.
  - Te Deum, мотет
  - Missa Assumpta Est Maria, благовещенская месса
  - Литании Деве Марии
- 1994, «Медея», дир. Уильям Кристи, ансамбль Процветающие искусства; Медея — Лоррейн Хант, Язон — Марк Падмор.
- 1994, «Marc-Antoine Charpentier — Messe des morts / Litanies», дир. Эрве Нике, оркестр Le Concert Spirituel.
- 1996, «Charpentier — Les Plaisirs de Versailles», дир. Уильям Кристи, оркестр Процветающие искусства.
  - «Версальские удовольствия»
  - Арии на стансы о Сиде
  - «Amor vince ogni cosa», пасторалетта
- 1997, «Charpentier — Te Deum et Messe de Minuit», дир. Марк Минковски, оркестр Les Musiciens du Louvre.
  - Te Deum, мотет
  - Полночная месса
- 1990, «Мнимый больной», дир. Уильям Кристи, ансамбль Les Arts Florissants.
- 2000, «Marc-Antoine Charpentier — Messe en la memoire d’un Prince», дир. Жан Тюбери, ансамбль La Fenice.
  - Погребальный мотет (Motet pour les trepasses)
  - Miserere для иезуетов
- 2001, «Актеон», дир. Уильям Кристи, ансамбль Les Arts Florissants.
- 2002, «Charpentier: Leçons de Ténèbres», дир. Жерар Лен, ансамбль Il Seminario Musicale.
  - Прелюдии
  - Псалом 14 Quis Habitabit
  - Псалом 50 Miserere
- 2003, «Charpentier — Messe de Minuit pour Noel / Te Deum», дир. Кевин Меллон, ансамбль Aradia.
  - Te Deum и Dixit Dominus, мотеты
  - Полночная рождественския месса
- 2004, «Медея», дир. Эрве Нике, оркестр Le Concert Spirituel; Медея — Стефани д’Устрак, Язон — Франсуа-Никола Жело.